# ميلغار دي فيرنامينتال
بلدية ميلغار دي فيرنامينتال (بالإسبانية: Melgar de Fernamental)‏, هي إحدى بلديات مقاطعة برغش, التي تقع في منطقة قشتالة وليون, والتي تقع في شمال غرب إسبانيا.
يبلغ عدد سكانها 1.986 نسمة وفقاً لإحصائية سنة (2002).